# Procambarus angustatus
Procambarus angustatus är en sötvattenlevande kräfta som lever endemiskt i USA.